# سایوری ایواتا
سایوری ایواتا (انگلیسی: Sayuri Iwata؛ زادهٔ ۲۱ ژوئیهٔ ۱۹۹۰) بازیگر، خواننده، و مدل (شخص) اهل ژاپن است.